# СС
СС (нем. Schutzstaffel, МФА: [ˈʃʊtsˌʃtafl̩] (слушать)о файле; дословно — «Эскадрон охраны»; также стилизовано с рунами СС как ᛋᛋ) – крупная военизированная организация Адольфа Гитлера и нацистской партии в нацистской Германии, а позднее и на всей оккупированной немцами территории Европы во время Второй мировой войны.
Истоки СС берут начало в небольшом охранном подразделении, известном как «Охрана зала» (нем. Saal-Schutz), состоявшем из партийных добровольцев и созданном для обеспечения безопасности партийных собраний в Мюнхене. В 1925 году к подразделению, которое к тому времени было реформировано и получило свое окончательное название, присоединился Генрих Гиммлер. Под его руководством (1929–1945) подразделение выросло из небольшого военизированного формирования времен Веймарской республики в одну из самых могущественных организаций в нацистской Германии. С момента прихода нацистской партии к власти и до падения режима в 1945 году СС была ведущим учреждением безопасности, массового надзора и государственного терроризма в Германии и оккупированной ею Европе.
Двумя основными составными группами были Общие СС (нем. Allgemeine SS) и Войска СС (нем. Waffen-SS). Общие СС отвечали за проведение в жизнь расовой политики нацистской Германии и поддержание порядка, в то время как Войска СС состояли из боевых подразделений СС, присягнувших на верность Гитлеру. Третий компонент СС – отряды СС «Мёртвая голова» (нем. SS-Totenkopfverbände) – управляли концентрационными лагерями и лагерями смерти. Дополнительные подразделения СС включали Тайную государственную полицию (нем. Geheime Staatspolizei) и Службу безопасности (нем. Sicherheitsdienst). Им было поручено выявлять действительных или потенциальных врагов нацистского государства, нейтрализовывать любую оппозицию, контролировать приверженность немецкого народа нацистской идеологии и обеспечивать внутреннюю и внешнюю разведку.
СС сыграла центральную роль в организации геноцида, в результате которого, по оценкам, погибли от 5,5 до 6 миллионов евреев и миллионы других жертв во время Холокоста. Члены всех отделений СС совершали военные преступления и преступления против человечности во время Второй мировой войны (1939–1945). СС также участвовало в коммерческих предприятиях и эксплуатировало заключенных концлагерей в качестве рабов. После поражения нацистской Германии СС и нацистская партия были признаны Международным военным трибуналом в Нюрнберге преступными организациями. Эрнст Кальтенбруннер, самый высокопоставленный из выживших начальников главного управления СС, был признан виновным в преступлениях против человечности на Нюрнбергском процессе и повешен в 1946 году.

## История

### Предыстория СС (1923—1925)

Ударный отряд «Адольф Гитлер»

В марте 1923 года часовщик Эмиль Морис и торговец канцтоварами Йозеф Берхтольд в Мюнхене создали из штурмовиков СА, входивших в бригаду Германа Эрхардта, личную охрану фюрера НСДАП Гитлера, которая получила название «Штабная охрана» (Stabswache). Отличие в одежде членов «Штабной охраны» от других членов СА состояло в том, что кроме серо-зелёных мундиров рейхсвера и ветровок защитного цвета они стали носить чёрные лыжные кепки с серебристым изображением черепа и скрещённых костей («мёртвой головы», которая символизировала готовность защищать Гитлера от внешних и внутренних врагов ценой собственной жизни), а партийную красную нарукавную повязку с чёрной свастикой в белом круге обшили по краям чёрной каймой.
В мае 1923 года Эрхардт прекратил всяческие отношения с Гитлером и забрал своих людей из «Штабной охраны».
5 марта 1923 года Юлиус Шрек создал в Мюнхене «Ударный отряд „Адольф Гитлер“» (Stosstrupp Adolf Hitler) из нескольких десятков человек. 11 мая 1923 года Гитлер утвердил существование отряда. Его начальником стал казначей НСДАП Йозеф Берхтольд, а заместителем начальника стал Шрек. После вынужденной эмиграции Берхтольда в Австрию (9 ноября 1923 года), «ударный отряд» возглавил непосредственно Шрек.
После Пивного путча в 1923 году НСДАП была запрещена, Гитлер заключён в тюрьму, и «Ударный отряд» прекратил своё существование.

### Создание и развитие СС (1925—1933)
Выйдя из тюрьмы, Гитлер в апреле 1925 года приказал Шреку, ставшему его личным водителем, сформировать для себя новую личную охрану и охрану штаба НСДАП. Шрек сумел найти только 8 человек из бывшего состава «Ударного отряда», которые согласились войти в состав новой охраны, первоначально называвшейся командой защиты (Schutzkommando). Затем, по предложению Германа Геринга, она получила название СС (die SS) — как аббревиатуру от die Schutzstaffel — немецкого авиационного термина, обозначающего «эскадрилью прикрытия (защиты)», которым в годы Первой мировой войны называли отряд самолётов, обеспечивающих выполнение полётного задания и защищавших бомбардировщики и самолёты-разведчики (Геринг, служивший в Первую мировую лётчиком, любил использовать авиационные термины в повседневной жизни). При этом наименование «СС» (die SS) ни тогда, ни в дальнейшем в Германии в большинстве случаев не расшифровывалось и считалось именем собственным — die SS.
Циркуляром № 1 начальника Главного руководства СС Шрека от 21 сентября 1925 года местным организациям НСДАП было поручено сформировать подразделения СС на местах (в каждом гау — по 10 человек во главе с фюрером СС, в Берлине — 20 человек во главе с двумя фюрерами СС).
9 ноября 1925 года эти отряды получили официальное наименование — СС Национал-социалистической немецкой рабочей партии (die SS der NSDAP).
В СС мог вступить только немец в возрасте от 25 до 35 лет, имеющий двух поручителей из числа членов НСДАП, постоянно проживающий в данной местности не менее 5 лет, «здравомыслящий, дисциплинированный, сильный и здоровый». , — «Правила СС» гласили: «Кандидатуры хронических пьяниц, слабаков, а также лиц, отягощённых иными пороками, не рассматриваются».
У СС сохранилась прежняя униформа «Ударного отряда „Адольф Гитлер“». Нововведением стали общепартийная коричневая рубашка, а также чёрный галстук (в СА при коричневой рубашке носили коричневый галстук).
Начальник отдела Главного руководства СС Алоис Розенвик заявил: «На наших чёрных фуражках мы носим изображение черепа и костей в назидание нашим врагам и в знак готовности ценой собственной жизни защищать идеи нашего фюрера».
К декабрю 1925 года численность СС составляла около 1000 человек, но вскоре сократилась до 280.
В апреле 1926 года из австрийской эмиграции вернулся Берхтольд, который получил звание обергруппенфюрера СА и сменил Шрека на посту начальника Главного руководства СС. 4 июля 1926 года Гитлер на 2-м съезде НСДАП в Веймаре передал СС «Знамя крови» (die Blutfahne) — знамя НСДАП, под которым нацисты 9 ноября 1923 года шли по Резиденцштрассе города Мюнхена во время Пивного путча.
27 июля 1926 года Верховным руководителем СА был назначен гауляйтер НСДАП и обергруппенфюрер СА Франц Феликс Пфеффер фон Заломон. С 1 ноября 1926 года ему были подчинены и СС, но при этом была введена и должность рейхсфюрера СС, которую занял Берхтольд. Последний из-за разногласий с руководством СА уже в марте 1927 подал в отставку, и новым рейхсфюрером СС стал его заместитель Эрхард Хайден. Заместителем Хайдена был назначен заместитель рейхсляйтера НСДАП по пропаганде Генрих Гиммлер.
6 января 1929 года Гиммлер был назначен рейхсфюрером СС.
Численность личного состава СС в январе 1929 года составляла 280 человек, в декабре 1929—1000 человек, в декабре 1930—2727 человек. Рост численности был обусловлен тем, что Гитлер значительно повысил авторитет СС, отдав приказ о том, что никто из командования СА не имеет права отдавать приказы СС и что в каждом населённом пункте СА должны выделять на формирование новых подразделений СС самых лучших своих членов. Форма одежды СС также изменилась: личный состав СС теперь носил чёрные фуражки, чёрные галстуки, чёрные брюки и чёрные куртки. На левом рукаве куртки имелась арабская цифра, обозначавшая принадлежность к тому или иному штандарту СС.
Приказом Гитлера от 7 ноября 1930 года было установлено: «В задачу СС отныне будет входить полицейская служба внутри партии».

## Организация СС
Организационно-территориальная структура СС в основном была заимствована у СА и повторяла её. СС подразделялись на оберабшниты, абшниты, штандарты, штурмбанны, штурмы, труппы, шары и роттены.
Ротте СС (Die SS-Rotte) была самым маленьким тактическим подразделением СС. Это была группа бойцов, состоящая из 4−8 человек и обычно подчинялась роттенфюреру СС. Это обозначение использовалось во всех частях организации СС. Ротте СС соответствовало понятию трупп (Trupp) в Вермахте. В Штурмовых отрядах также использовалось обозначение этого маленького подразделения (Die SA-Rotte).
Шар СС (Die SS-Schar) примерно соответствовал армейскому отделению и состоял из 8 и более человек под командованием шарфюрера СС.
Три шара составляли трупп СС (Die SS-Trupp), который примерно соответствовал армейскому взводу и состоял из 25−35 человек под командованием труппфюрера СС (это звание соответствовало званию фельдфебеля в рейхсвере, 15 октября 1934 года было упразднено и заменено званием обершарфюрера СС).
Три труппа составляли штурм СС (Die SS-Sturm), который примерно соответствовал армейской роте и состоял из 120−180 человек под командованием штурмфюрера СС — это было самое младшее офицерское звание в СС (15 октября 1934 года было упразднено и заменено званием унтерштурмфюрера СС). При этом в составе штандарта СС в I штурмбанн входили 1-й, 2-й, 3-й и 4-й штурмы, во II штурмбанн — 5-й, 6-й, 7-й и 8-й штурмы, в III штурмбанн — 9-й, 10-й, 11-й и 12-й штурмы.
Три штурма, санитарный полувзвод и оркестр составляли штурмбанн СС (Die SS-Sturmbann), который примерно соответствовал армейскому батальону и состоял из 250−600 человек под командованием штурмбаннфюрера СС.

Флаг штурмбанна СС (в данном случае — I штурмбанна 1-го штандарта СС «Юлиус Шрек», Мюнхен)

В состав штаба штурмбанна входили командир, адъютант, референты по боевой подготовке, по спорту, по социальному обеспечению, по противовоздушной и химической защите, управляющий хозяйством.
Основной административно-территориальной организационной единицей СС был штандарт СС (Die SS-Standarte). Штандарты СС примерно соответствовали армейскому полку и состояли из 1−3 тыс. человек.

Флаг 34-го штандарта СС («Верхняя Бавария»)

Всего существовало 230 пеших штандартов СС и 24 кавалерийских. Пешие штандарты состояли из трёх линейных штурмбаннов (обозначавшихся римскими цифрами I, II и III) и одного резервного штурмбанна. Во главе штандарта стоял штандартенфюрер СС. В состав штаба штандарта входили: командир, личный референт и адъютант, референты по строевой и стрелковой подготовке, по спорту, по социальному обеспечению, юрисконсульт, начальник оркестра, управляющий хозяйством, командир штурма связи, командиры штурмбаннов.

### Список штандартов CC
По возрастанию:
- 1-й штандарт СС (Юлиус Шрек)
- 4-й штандарт СС (Любек)
- 5-й штандарт СС (Бранденбург)
- 6-й штандарт СС (Берлин)
- 10-й штандарт СС (Кайзерслаутерн)
- 22-й штандарт СС (Шверин)
- 24-й штандарт СС (Ольденбург)
- 27-й штандарт СС (Франкфурт-на-Одере)
- 30-й штандарт СС (Хаген)
- 34-й штандарт СС (Верхняя Бавария)
- 37-й штандарт СС (Линц)
- 52-й штандарт СС (Нижняя Австрия)
- 53-й штандарт СС (Вессельбурен)
- 58-й штандарт СС (Кёльн)
- 74-й штандарт СС (Остзее)
- 89-й штандарт СС (Вена)
- 108-й штандарт СС (Прага)

C 1925 года главным органом управления СС было Высшее руководство СС (der SS-Oberleitung), которому подчинялось 12 (в 1926 году), а с 1928 года — 22 штандарта СС. В 1928 году все штандарты были распределены между 6 областями — гау СС (das SS-Gau):
1. Берлин−Бранденбург
2. Франкония
3. Нижняя Бавария
4. Верхняя Бавария
5. Рейнланд−Юг
6. Саксония

Флаг руководителя абшнита СС (в данном случае — I абшнита СС со штаб-квартирой в Мюнхене)

Три штандарта СС составляли абшнит СС (Die SS-Abschnitte), который до 1932 года назывался унтергруппой CC (Die SS-Untergruppe). Всего было создано 45 абшнитов (обозначались римскими цифрами от I до XLV). В состав штаба абшнита входили командир, начальник штаба, личный референт командира и адъютант, референты по профессиональной подготовке, по организационным вопросам, по социальному обеспечению, по связям с прессой, по противовоздушной и химической защите, по спорту, юрисконсульт, следователь, управляющий хозяйством.
В 1929—1930 годах вместо Высшего руководства СС был сформирован Высший штаб СС (der SS-Oberstab), в состав которого входили пять отделов:
1. Отдел рейхсгешафтсфюрера СС (der SS-Reichsgeschäftsführer) — делопроизводство.
2. Отдел кадров.
3. Финансовое управление.
4. Отдел безопасности.
5. Отдел расовых вопросов.

В 1929—1930 годах штандарты СС были сведены в бригады СС (Die SS-Brigade), которые были распределены между специально созданными тремя высшими руководящими районами СС (SS-Oberführerbereiche):
- «Восток» — бригады СС «Берлин−Бранденбург», «Восточная Пруссия», «Силезия»;
- «Запад» — бригады СС «Гессен−Нассау», «Рейнланд−Север», «Рейнланд−Юг», «Южный Ганновер−Брауншвейг»;
- «Юг» — бригады СС «Баден», «Вюртемберг», «Франкония», «Нижняя Бавария», «Верхняя Бавария».

Во главе бригады СС стоял бригадефюрер СС.
12 мая 1931 года СС получили новую структуру, которая просуществовала в целом без изменений до прихода Адольфа Гитлера к власти.
В Высший штаб СС входили:
- Управление СС (SS-Amt);

Флаг начальника Управления СС Высшего штаба СС

- Управление службы внутренней безопасности СС (SD-Amt);
- Оперативный штаб СС (SS-Führungsstab) (создан в 1932 году);
- Центральная канцелярия СС (SS-Zentralkanzlei);
- Отдел кадров (SS-Personalabteilung);
- Административный отдел СС (SS-Verwaltungsabteilung);
- Отдел комплектования СС (SS-Ergänzungsabteilung);
- Санитарный отдел СС (SS-Sanitätsabteilung);
- Штаб связи СС (SS-Verbindungsstab) (создан в 1933 году);
- Расовое управление СС (SS-Rasseamt).

В 1932 году деление на бригады было упразднено (но звание бригадефюрера СС осталось). На базе абшнитов СС были созданы 24 оберабшнита СС (Die SS-Oberabschnitte).

Флаг руководителя оберабшнита СС (в данном случае — оберабшнита СС «Юг»)

Во главе оберабшнита СС стоял группенфюрер СС, в штаб оберабшнита входили также начальник штаба, адъютант, референты по профессиональной подготовке, по организационным вопросам, по связям с прессой, по спорту, по социальному обеспечению, личный референт руководителя, командиры штандартов, сапёрных частей и частей связи, начальник радиостанции, юрисконсульт, следователь, начальник оркестра, руководитель административного управления, два референта по административным вопросам, два референта для особых поручений и инспектор по кадрам. При каждом оберабшните был сформирован батальон связи, отвечавший за связь со всеми членами СС на подконтрольной руководителю оберабшнита территории.
После назначения 30 января 1933 года Адольфа Гитлера канцлером значительно усилились роль и влияние СС на повседневную жизнь Германии. В мае 1933 года численность СС составляла уже 52 тыс. человек.

## Эмблема СС
Для эмблемы СС, представлявшей собой официальный знак, который обозначал принадлежность к СС, были избраны символы рунического письма, лёгшего в основу письменности древнегерманских и скандинавских народов.

Эмблема (флаг) CC

Эмблема СС была разработана в 1933 году штурмгауптфюрером СС Вальтером Хеком, который продал её в использование СС за символическую плату в 2,5 немецких марки.
Эмблема имела вид сдвоенных рун «зиг» (ᛋ, победа) («соулу») и напоминала латинское написание «SS» («ᛋᛋ»). Руны символизировали молнии.
Эмблема СС изображалась на знамёнах и флагах СС, знаках различия, гербах, наградах, зданиях, вооружениях и технике СС.
После прихода нацистов к власти в Германии в 1933—1945 годах в типографском наборе литер и на пишущих машинках присутствовал специальный знак сдвоенных рун СС, который ставился при написании наименований учреждений и должностных лиц СС.
В эмблемах и символах СС использовались и другие руны.
В настоящее время использование символики СС запрещено (за исключением научно-исследовательских, просветительских, художественных и тому подобных целей, не связанных с пропагандой национал-социалистической идеологии). В Германии за использование символики СС в целях пропаганды национал-социалистической идеологии предусмотрено наказание в виде денежного штрафа или лишения свободы до 3 лет.

### Знаки отличия СС
Эсэсовцы могли быть награждены любыми орденами, медалями и другими знаками отличия, созданными при нацистском режиме. Ими отмечали как военные, так и гражданские заслуги, а также безупречную службу в рядах НСДАП. Многие кандидаты СС во время прохождения подготовки мечтали получить Военно-спортивный значок СА, равно как и Немецкий национальный спортивный значок.
В дополнение к этим национальным знакам отличия существовало небольшое количество наградных знаков, разработанных специально для членов СС. Основными среди них были награды за долгую службу, введённые 30 января 1938 года. К ним относились медали за 4- и 8-летнюю службу, а также кресты в виде свастики за 12 и 25 лет службы. В первую очередь их вручали членам военизированных формирований СС, но ими могли быть награждены и члены Общих СС, которые несли службу на постоянной основе. Остальные эсэсовцы, независимо от срока своего пребывания в рядах Общих СС, не имели права на эту награду. Они могли претендовать только на наградные знаки за службу, принятые в НСДАП. Судя по фотографиям, эсэсовские награды за долгую службу не были широко распространены. Скорее всего, с 1941 года награждение этими знаками было приостановлено. Гиммлер, вероятно, был единственным из руководства СС, кто постоянно носил их.
Незадолго до начала войны был введён эсэсовский значок за меткую стрельбу. Его, по идее, должны были вручать за успехи в стрельбе из винтовки и автоматического оружия. Однако нет никаких свидетельств того, что этот значок был запущен в производство. В частных коллекциях встречаются экземпляры этого значка, на которых стоит клеймо фирмы «Гара», однако это, скорее всего, подделки.
В июле 1943 года был введён серебряный наградной знак для вспомогательных женских подразделений СС, но и он не был запущен в производство. На рынке наград начиная с 1987 года появляются копии этого знака, выполненные из белого металла. На них нанесена надпись «SS Helfen» («Вспомогательные подразделения СС»), а на обратной стороне стоит проба «800» и номера от 600-го до 700-го.
В феврале 1934 года для «старых бойцов» СС (Alte Kämpfer) ввели ношение почётного серебряного шеврона на правом рукаве.
Кольцо «Мёртвая голова» (Totenkopfring, SS-Ehrenring) — персональный наградной знак, выдававшийся лично Генрихом Гиммлером.

## Специальные службы
С 1931 года в составе СС функционировала внутрипартийная спецслужба — СД, «Служба безопасности рейхсфюрера СС» (Die Sicherheitsdienst des Reichsführers-SS (Die SD)). После прихода Гитлера к власти последовательно проводилась политика подчинения всех полицейских и разведывательных органов рейха руководству СС, хоть и без формального включения их в структуру СС. Этапами этого процесса были: объединение СД и уголовной полиции в полицию безопасности (зипо) и назначение Гиммлера «шефом немецкой полиции» в 1936 году; создание Главного управления имперской безопасности (РСХА), подчинявшегося рейхсфюреру СС, в 1939 году; расформирование военной разведки — абвера — с переподчинением его подразделений РСХА в 1944 году. Тайная государственная полиция (гестапо), которая в общественном сознании прочно ассоциируется с СС, формально всегда была государственным органом и подчинялась министерству внутренних дел, но с 1939 года входила, кроме того, в структуру РСХА и была полностью подконтрольна руководству СС (хотя далеко не все сотрудники гестапо были членами СС и имели эсэсовские звания).

## Подразделения СС «Мёртвая голова», концентрационные лагеря СС и лагеря уничтожения
Подразделения СС «Мёртвая голова» (Die SS-Totenkopfverbänden (Die SS-TV)) — особые подразделения СС, которые несли охрану концлагерей. Изображение «мертвой головы» (череп и скрещённые кости) носили не только как кокарду на фуражке, но и в петлицах. Подразделения размещались в лагерях на территории нацистской Германии, таких как Дахау и Бухенвальд, в Освенциме на территории оккупированной нацистами Польши и в Маутхаузене в Австрии, а также во многих других концлагерях и лагерях смерти.

## Войска СС
Войска СС (Die Waffen-SS (Die WF-SS)) — военные формирования СС, возникшие на основе так называемых «политических частей» и зондеркоманд СС, вначале называлась «резервные войска СС». Название «Ваффен-СС» было впервые использовано зимой 1939/40 года. В ходе войны эти части находились под личным командованием рейхсфюрера СС Генриха Гиммлера.
Части войск СС принимали участие как в военных действиях, так и в акциях айнзатцгрупп, осуществлявших геноцид.
На Нюрнбергском процессе войска СС были обвинены в военных преступлениях. В заключении трибуналом были объявлены преступной группой члены войск СС, совершавшие преступления, а также знавшие об использовании войск СС в преступных целях и оставшиеся при этом в членах организации — исключая тех лиц, которые были призваны в войска СС государственными органами, причём таким способом, что они не имели права выбора, а также тех лиц, которые не совершали рассматриваемых трибуналом преступлений, а также тех лиц, которые перестали быть членами СС до 1 сентября 1939 года. Комиссия ООН по правам человека осудила прославление бывших военнослужащих войск СС, в частности открытие памятников и мемориалов, а также проведение публичных демонстраций бывших военнослужащих войск СС.

### Национальные соединения и части войск СС
Из 38 дивизий войск СС, участвовавших во Второй мировой войне, только 12 были укомплектованы немцами. Сначала в национальные формирования Войск СС входили представители родственных германских народов — датчане, голландцы, норвежцы, фламандцы. Потом к ним присоединились валлоны, финны, шведы, французы. Затем очередь дошла до славян (русских, украинцев и хорватов). Поэтому этнический состав частей и соединений войск СС отличался необычайным разнообразием. Были добровольческие легионы «Нидерланды», «Фландрия», «Норвегия»; добровольческий корпус «Дания», Британский добровольческий корпус, итальянская, французская, венгерская, хорватская, балканская (мусульманская), валлонская, украинская (имели различные самоназвания — «травники» (Trawniki-Maenner), «охранники» (Wachmaenner), «аскари» (Askaris), «хиви» (Hiwis)), белорусская, русские дивизии, финский добровольческий батальон, сербский добровольческий корпус, румынский полк. Были даже такие соединения, как Индийский добровольческий легион и дивизия СС «Новый Туркестан». Не было только польских, чешских, литовских и греческих отдельных формирований, хотя представители этих наций тоже сражались в других частях и соединениях Войск СС.

## Развитие СС
Уже к 1932 году число членов СС достигло 50 тысяч человек. От штурмовиков эсэсовцы отличались чёрными галстуками и чёрными фуражками с изображением черепа.
В 1933 году, после прихода национал-социалистов к власти, в составе СС была выделена личная гвардия рейхсканцлера, названная «Лейбштандарт Адольф Гитлер» (Лейбштандарт СС). Отбор во все части СС был очень жёсткий — пристальное внимание первым делом уделялось партийной благонадёжности претендента. У большинства членов СС имелся и внушительный военный опыт — многие из них во время Первой мировой служили в штурмовых частях или партизанских отрядах Форбека. Для поступления в Лейбштандарт также требовалось предоставить Свидетельство о германском происхождении (свидетельства о рождении и браке всех членов семьи), дабы командование смогло удостовериться в подлинно германском происхождении претендента.
Боевое крещение Лейбштандарта состоялось в ночь с 30 июня на 1 июля 1934 года, которая позже была названа «ночью длинных ножей». К тому времени в верхушке НСДАП произошёл серьёзный раскол — начальник штаба СА Эрнст Рём требовал проведения обещанных в программе партии общественно-политических реформ. Гитлера подобный курс не устраивал, поэтому Рёма и его ближайших сподвижников было решено ликвидировать, что и было с успехом исполнено в ходе «ночи длинных ножей», по результатам проведения которой командующий гвардией Зепп Дитрих был повышен до звания обергруппенфюрера СС.

### Ключевые события
- История СС начинается с отряда телохранителей Гитлера, появившегося в 1923 году.
- 9 ноября 1925 отряд получил своё окончательное наименование — Schutzstaffel (охранный отряд), или SS.
- В ноябре 1926 был введён пост рейхсфюрера СС. Его занял Йозеф Берхтольд.
- 6 января 1929 новым рейхсфюрером СС был назначен Гиммлер. В то время СС насчитывали всего 280 человек.
- После «ночи длинных ножей» 30 июня 1934 года СС становится главной боевой силой нацистской партии, оттеснив штурмовые отряды СА на роль вспомогательной организации.
- 1938 — «боевое крещение» СС в ходе захвата Судетской области Чехословакии.
- 1940 — Образование первого иностранного подразделения СС — дивизии «Wiking», состоящей из трёх полков — фламандского «Westland», датско-норвежского «Nordland» и немецкого «Germania» (не путать с «Deutschland»).
- 1945 — Законом союзнического Контрольного совета в Германии № 2 от 10 октября 1945 года СС вместе с НСДАП и другими связанными с этой партией организациями были запрещены, а их имущество конфисковано.
- В 1946 году решением Нюрнбергского процесса СС была запрещена как преступная организация.

## Униформа СС
Изначально эсэсовцы носили обычную форму штурмовиков. Различия существовали, но они были не очень большими. Эсэсовцы носили чёрные кепи, галстуки, бриджи и нарукавную повязку с чёрной каймой. Сначала на своих кепи эсэсовцы носили «мёртвую голову» с круглой металлической кокардой с концентрическими кольцами чёрного, белого и красного цвета.
Осенью 1929 униформа музыкантов частей SS была дополнена чёрно-белыми «ласточкиными гнёздами» — своеобразными оплечьями.
В 1930 Гиммлер отменил старую коричневую форму и чёрные галстуки и ввёл новую, чёрную форму. Новые чёрные мундиры носили с бриджами и с высокими до колена сапогами, а также офицерскими походными ремнями. Обычно носили светлую табачно-коричневую рубашку, для торжественных случаев имелась белая рубашка. Для посещения общества (балы, клубы и т. д.) для офицеров разработали чёрный клубный китель с символикой СС.
С 1934 года «Лейбштандарт СС Адольф Гитлер» и войска СС приступили к военной подготовке, и обнаружилось, что чёрная форма СС не подходит для боевых действий. Поэтому в 1935 была разработана серая полевая форма, отличавшаяся от чёрной только цветом. Одновременно в частях СС «Тотенкопф», охранявших концлагеря, вместо чёрной формы была введена форма «землисто-коричневого» цвета с погонами на обоих плечах и с черепом на правой петлице (в некоторых концлагерях первоначально вместо черепа в петлице носили первую букву названия концлагеря). Кроме того, в 1935 г. для ношения на униформе был утверждён «орёл СС» с крыльями, где среднее перо было удлинено.
В 1938 году общие СС получили новую, бледно-серую форму. Новая форма походила на чёрную, но имела два погона, а в месте нарукавной повязки располагался орёл. Бледно-серую форму получили сначала работники главных департаментов, а затем все остальные. Во время войны бледно-серая форма постепенно вытеснялась серой формой войск СС, особенно часто полевую форму носили члены СД и офицеры общих СС, служивших на оккупированных территориях.
27 июня 1939 года офицеры получили белый вариант повседневной униформы, предназначенный для использования в качестве летней выходной формы в период с 1 апреля по 30 сентября. Белая униформа затем появилась и у солдат, но, за исключением кавалеристов, её редко носили.
К 1940 году войска СС приняли форму армейского покроя, а погоны были унифицированы с армейскими. По мере того, как формирование войск СС расширялось, появились новая форма и знаки различия: экипажи танков получили чёрные куртки, напоминающие по покрою куртки танкистов вермахта (отличие было в покрое лацканов, которые были меньше).
В период 1940—1942 гг. погоны «общих СС» также были постепенно унифицированы с армейскими.
В 1944 году ношение чёрной формы (ранее предназначенной исключительно для торжественных случаев) было окончательно отменено, однако многие призванные в Фольксштурм члены Общих СС носили уже практически вышедшую из употребления чёрную униформу СС.
При операциях в Италии, на Балканах и на юге СССР эсэсовцы носили тропическую форму песчано-жёлтого цвета, разработанную по итальянскому образцу. С этой формой носились ботинки с короткими крагами, на толстой подошве, которые по мере разрастания войны заменили дорогие сапоги, подкованные гвоздями.
Первоначально эсэсовцы носили чёрную шинель. Чёрную шинель с белой амуницией очень часто носили солдаты «Лейбштандарта Адольф Гитлер».
Одновременно со вводом серой формы была введена серая шинель. Двубортный запах шинели обеспечивал надёжную защиту от ветра. Для часовых имелся вариант той же шинели, сшитой из более толстого сукна. Офицеры в ранге от оберфюрера и выше получили разрешение не застёгивать на шинели верхние три пуговицы, чтобы были видны цветные нашивки (им полагались серые отвороты на шинели). С 1941 кавалеры Рыцарского креста также получили право не застёгивать верхние пуговицы (чтобы был виден тот самый Рыцарский крест, носимый на шее). Однако шинели оказались недостаточно утеплены против суровых русских зим, поэтому осенью 1942 года эсэсовцы получили толстые, с тёплой подкладкой, парки с капюшоном, и двусторонние камуфлированные утеплённые куртки и штаны, рисунок камуфляжа которых отличался от принятых стандартов в Вермахте и Люфтваффе. В дополнение к этому, у капюшона имелся шнурок, который вместе с поясным ремнём защищал солдат от пронизывающего ветра.

## Звания и знаки различия
Изначально в СА и СС (до 1934 года СС входили в состав СА) существовала простая система должностных рангов, заимствованная в несколько изменённом виде у организации «Стальной шлем». По мере роста отрядов СА и СС система со временем усложнилась и стала напоминать армейскую.
В 1934 году системы званий СС и СА были окончательно отделены друг от друга, ряд аналогичных званий именовались по-разному (например, штурмгауптфюрер в СА — гауптштурмфюрер в СС). В окончательном виде система званий и знаков различий СС утвердилась в 1942 году, и в таком виде просуществовала до конца войны.
| Звание                                 | Петличный знак различия (1942—1945) | Буквальный перевод                            |  |  |
| Высшие командиры Generalführer         |                                     |                                               |  |  |
| Рейхсфюрер СС Reichsführer-SS          |                                     | Имперский руководитель СС                     |  |  |
| Оберстгруппенфюрер Oberstgruppenführer |                                     | Высший руководитель группы                    |  |  |
| Обергруппенфюрер Obergruppenführer     |                                     | Старший руководитель группы                   |  |  |
| Группенфюрер Gruppenführer             |                                     | Руководитель группы                           |  |  |
| Бригадефюрер Brigadeführer             |                                     | Руководитель бригады                          |  |  |
| Штабс-командиры Stabsführer            |                                     |                                               |  |  |
| Оберфюрер Oberführer                   |                                     | Старший руководитель                          |  |  |
| Штандартенфюрер Standartenführer       |                                     | Руководитель полка                            |  |  |
| Оберштурмбаннфюрер Obersturmbannführer |                                     | Старший руководитель штурмового подразделения |  |  |
| Штурмбаннфюрер Sturmbannführer         |                                     | Руководитель штурмового подразделения         |  |  |
| Войсковые командиры Truppenführer      |                                     |                                               |  |  |
| Гауптштурмфюрер Hauptsturmführer       |                                     | Главный руководитель-штурмовик                |  |  |
| Оберштурмфюрер Obersturmführer         |                                     | Старший руководитель-штурмовик                |  |  |
| Унтерштурмфюрер Untersturmführer       |                                     | Младший руководитель-штурмовик                |  |  |
| Младшие командиры Unterführer          |                                     |                                               |  |  |
| Штурмшарфюрер Sturmscharführer         |                                     | Руководитель отряда штурмовиков               |  |  |
| Гауптшарфюрер Hauptscharführer         |                                     | Главный руководитель отряда                   |  |  |
| Обершарфюрер Oberscharführer           |                                     | Старший руководитель отряда                   |  |  |
| Шарфюрер Scharführer                   |                                     | Руководитель отряда                           |  |  |
| Унтершарфюрер Unterscharführer         |                                     | Младший руководитель отряда                   |  |  |
| Рядовой состав Mannschaften            |                                     |                                               |  |  |
| Роттенфюрер Rottenführer               |                                     | Руководитель звена                            |  |  |
| Штурмманн Sturmmann                    |                                     | Штурмовик                                     |  |  |
| Обершутце Oberschütze                  |                                     | Старший стрелок                               |  |  |
| Манн Mann Шутце Schütze                |                                     | Солдат Стрелок                                |  |  |
|                                        |                                     |                                               |  |  |
| Анвертер Anwärter                      | -                                   | Кандидат                                      |  |  |
| Бевербер Bewerber                      | -                                   | Соискатель                                    |  |  |

Четырёхконечные звёзды на петлицах высшего командного состава (группенфюреры) были вышитыми и чуть меньшего размера, чем у прочих — у которых они были накладными и пластиковыми (меньшего размера чем на погонах, но более крупные чем вышитые у группенфюреров).
Звание рейхсфюрера СС носил лишь руководитель СС и СД Генрих Гиммлер.
Служащие общих СС в дополнение к данным петлицам носили погоны с особым шитьём. Служащие Ваффен СС носили погоны такого же образца, что и вермахт, однако с кантом (у старших офицеров — подкладкой) светло-серого цвета. На левой петлице вместо рун СС, как правило, размещалась символика дивизии, однако данное требование выполнялось нерегулярно, особенно ввиду ротации служащих между подразделениями.
Расхождения в количестве звёзд между знаками различия вермахта и СС привели в 1942 году к модификации петлиц генералов СС (от бригадефюрера и выше). На маскировочных костюмах служащие Ваффен СС носили знаки различия иного типа — в виде нарукавных нашивок.
В СД, которая формально была частью не СС, а РСХА, часть сотрудников носила форму и знаки различия обычных СС, однако существовала и собственная униформа с петлицами без рун и погонами полицейского образца.

## Комплектование
В члены СС принимали на добровольной основе высоких мужчин арийского происхождения 25−35 лет, знавших своё происхождение до пятого колена (точнее: офицерский состав — до 1750 года, прочие — до 1800 года), также у солдата должны были быть здоровые зубы и не должно было быть проблем со зрением. Однако позднее это требование стало относиться только к общим СС. В годы Второй мировой войны при СС создавались многочисленные национальные подразделения, куда набирали лиц любой нации, кроме евреев и цыган. Они не могли рассчитывать на карьеру в общих СС, однако имели право через несколько лет службы получить германское гражданство.
Этнические немцы, проживающие вне Германии (фольксдойче), играли заметную роль при формировании так называемых «туземных» дивизий СС (дивизий, в которых могли служить лица, не являющиеся членами СС) — во многих из них батальоны были в основном или полностью укомплектованы именно солдатами-фольксдойче. Однако руководство дивизий отмечало недостаточную надёжность этих частей, которая стала проявляться всё больше и больше по ходу войны, ближе к разгрому нацистской Германии.

## Структура
В своей структуре СС сочетали весьма разнородные формирования, так как руководство СС стремилось к увеличению размеров организации и её влияния. СС одновременно были и общественной организацией (Allgemeine-SS), дублирующей НСДАП, и государственными органами (Главное управление имперской безопасности (РСХА), управление концентрационных лагерей), и войсками (Waffen-SS), и финансово-промышленной группой, имея в своей собственности промышленные предприятия, а также частично — религиозно-мистическим орденом, наподобие рыцарских орденов Средневековья.
К структуре СС относились:
- «Общие СС» (Die Allgemeine-SS (Die ASS, Die A-SS)) (1933—1945) — территориальные организации СС. Выполняли функцию кадрового резерва и в некотором отношении дублировали партийные организации НСДАП. К Allgemeine-SS принадлежали сотрудники Главного управления по вопросам расы и поселения (в том числе руководство проектов «Аненербе» и «Лебенсборн»), сотрудники Имперской службы безопасности (охрана партийной элиты), руководство НАПОЛАС (система элитных учебных заведений), руководство гестапо (политическая полиция), руководство тайной полевой полиции (политическая полиция в вооружённых силах), руководство крипо (уголовная полиция) и руководство полиции порядка (охрана общественного порядка, внутренние войска, пограничные войска). Рядовые члены общих СС на местах выполняли свои обязанности на общественных началах, в свободное от основной работы время;
- Служба безопасности Рейхсфюрера СС (Die Sicherheitsdienst des Reichsführers-SS (сокр. Die SD)) или (рус. СД) (1930—1945) — главный орган разведки и контрразведки, сбора и анализа информации;
- Части СС «Мёртвая голова» (Die SS-Totenkopfverbänden (Die SS-TV, Die SSTV)) (1933—1945) — охрана концлагерей и лагерей уничтожения, проведение карательных операций;
- Части усиления СС[укр.]* (Die SS-Verfügungstruppen (Die SS-VT, Die SSVT)) (1933—1939) — вооружённые подразделения выполнявшие функции военной полиции, является прямым предшественником Войск СС;
- Войска СС (Die Waffen-SS (Die WF-SS, Die WFSS)) (1939—1945) — боевые фронтовые части принимавшие непосредственное участие во Второй мировой войне.

Главным органом управления СС в 1925—1929 годах было Высшее руководство СС (SS-Oberleitung). В 1929—1934 годах его заменил Высший штаб СС (der SS-Oberstab), первоначально состоявший из пяти отделов:
- отдел рейхсгешафтсфюрера СС (der SS-Reichsgeschaftsführer) — отдел делопроизводства;
- отдел кадров;
- отдел финансов;
- отдел безопасности;
- отдел расовых вопросов.

Структура Высшего штаба СС постоянно менялась, и в 1933 году него входило 10 управлений:
- Управление СС (SS-Amt);
- Управление службы внутренней безопасности СС — Управление СД (SD-Amt);
- Оперативный штаб СС (SS-Führungsstab);
- Центральная канцелярия СС (SS-Zentralkanzlei);
- Отдел кадров (SS-Personalabteilung);
- Административный отдел СС (SS-Verwaltungsabteilung);
- Отдел комплектования СС (SS-Ergänzungsabteilung);
- Санитарный отдел СС (SS-Sanitätsabteilung);
- Штаб связи СС (SS-Verbindungsstab);
- Расовое управление СС (SS-Rasseamt).

В 1934 году Высший штаб СС был ликвидирован, и вместо него была создана система Управлений (с 1935 — Главных управлений). Первоначально их было три:
- Главное управление СС;
- Главное управление СС по вопросам расы и поселения;
- Главное управление СД (SD-Hauptamt).

Постепенно количество управлений увеличивалось, и к 1944 году в центральном аппарате СС было 12 Главных управлений:
1. Личный штаб рейхсфюрера СС (Das SS-Reichsführerpersonalstab, или Der Persönlicher Stab des Reichsführer-SS);
2. Главное управление СС (Das SS-Hauptamt);
3. Главное оперативное управление СС (Das SS-Führungshauptamt) — оперативное командование войск СС;
4. Главное управление CC по вопросам расы и поселения (Das SS-Rasse- und Siedlungshauptamt);
5. Главное управление кадров СС (Das SS-Personalhauptamt);
6. Главное управление судов СС (Das Hauptamt SS-Gericht);
7. Главное управление полиции порядка (Das Hauptamt Ordnungspolizei);
8. Главное управление имперской безопасности (РСХА) (Das Reichssicherheitshauptamt (RSHA-Hauptamt));
9. Главное административно-хозяйственное управление СС (Das SS-Wirtschafts- und Verwaltungshauptamt);
10. Главное управление Службы Хайссмайера (Dem Hauptamt Dienststelle SS-Obergruppenführer Heißmeyer) — руководство НАПОЛАС;
11. Главное управление Посреднического пункта для фольксдойче (этнических немцев) (Das Hauptamt Volksdeutsche Mittelstelle);
12. Главный штаб Рейхскомиссариата по вопросам консолидации германского народа (Das Stabshauptamt des Reichskommissariats für die Festigung deutschen Volkstums).